# بهرام باقرزاده
بهرام باقرزاده (به لاتین: Bəhram Bağırzadə، زاده ۴ سپتامبر ۱۹۷۲ در باکو، آذربایجان شوروی) مجری تلویزیون، بازیگر، کمدین و کارگردان اهل جمهوری آذربایجان است.

## زندگی‌نامه
او در سال ۱۹۹۴ با گرفتن مدرک فیلمبرداری از دانشگاه دولتی آذربایجان فارغ‌التحصیل شد. او سه سال در یک بیمارستان روانی فعالیت داشت؛ همچنین از سال ۱۹۹۲ تا سال ۲۰۰۱ میلادی در یک برنامه تلویزیونی روسی حضور داشت.

## زندگی شخصی
وی متأهل و دارای دو فرزند است و هم‌اکنون در باکو، پایتخت جمهوری آذربایجان ساکن است. او همچنین هوادار باشگاه فوتبال نفتچی است.

## فیلم‌ها
- ۱۹۹۵: صبح (Səhər )
- ۱۹۹۷: همه چیز به خیر می‌رود (Hər şey yaxşılığa doğru)
- ۱۹۹۹: بین زمین و آسمان (Yerlə göy arasında)
- ۲۰۰۱: رؤیا (Yuxu)
- ۲۰۰۴: بمب ملی (bomba Milli)
- ۲۰۰۶: امتحان (Yoxlama)
- ۲۰۰۷: یک بار در قفقاز (Bir dəfə Qafqazda)
- ۲۰۰۸: پول حلال (Halal pullar)
- ۲۰۱۰: شخص (Adam)
- ۲۰۱۱: وکیل کجاست؟ (Vəkil hanı؟)
- ۲۰۱۲–۲۰۱۴: ۳ خواهر (3 bacı)
- ۲۰۱۳: ۱۹۱۹ نترس، من با تو هستم! (Qorxma, mən səninləyəm! ۱۹۱۹)
- ۲۰۱۴: آخرین توقف (Axırıncı dayanacaq)
- ۲۰۱۵: ۱۰۰ مقاله (100 kağız)
- ۲۰۱۵: حیاط (Həyət)
- ۲۰۱۷: آقا ناطق (Ağanatiq)
- ۲۰۱۸: حلقه نامزدی ۲ (Bəxt üzüyü ۲)